# ジミー・ディモック
ジェームズ・ヘンリー・ディモック（James Henry Dimmock, 1900年12月5日 - 1972年12月23日）は、ロンドン・インフィールド区・エドモントン出身のサッカー選手。ポジションはFW。

## 経歴
少年時代に複数のロンドンのジュニアチームでプレーした後、第一次世界大戦に従軍。終戦後の1919年5月にトッテナム・ホットスパーFCとプロ契約を結んだ。
デビュー戦は10月のリンカーン・シティFC戦だった。それ以降、リーグ戦400試合に出場し、100ゴールを記録。クラブ初の400試合出場を記録し、同じくクラブ初の100得点を記録した選手だった。公式戦通算では2020年現在クラブ歴代8位の438試合に出場し、112ゴールを決めた。
1920-21シーズンのFAカップでは決勝に進出。20歳139日でFAカップ決勝に出場。これはトッテナムのクラブ歴代最年少記録である。ウルヴァーハンプトン・ワンダラーズFCとの決勝では自身のゴールで1-0で勝利、トッテナムがノンリーグに所属していた1901年以来2度目のカップ優勝に貢献した。
1931年からは3部リーグのテムズAFCに加入。しかし1年後の1932年にチームが消滅した。
1932年に3部リーグのクラプトン・オリエントFC(現在の名はレイトン・オリエントFC)に加入。2年間プレーした。
サッカーイングランド代表には1921年4月9日に20歳と125日で初キャップを記録。トッテナムの選手としては最年少の記録である。
1972年に72歳で亡くなった。後にトッテナムのクラブ殿堂入りを果たしている。

## タイトル
トッテナム
- FAカップ:1920-21
- FAチャリティ・シールド:1921
- ロンドン・チャレンジカップ:1928-29
- フットボールリーグ・セカンドディビジョン:1919-20